# 리카르도 몬톨리보
리카르도 몬톨리보(이탈리아어: Riccardo Montolivo, 1985년 1월 18일 ~ )는 이탈리아의 은퇴한 축구 선수로 현역 시절 포지션은 중앙 미드필더였다.

## 선수 경력

### 클럽 경력
몬톨리보는 세리에 B에서 2003-2004 시즌에 데뷔했다. 아탈란타에서 데뷔시즌에 40경기 4골을 뽑아내는 환상적인 모습을 선보였고 그의 팀인 아탈란타는 세리에 A로 승격을 확정지었다. 세리에 A에서 데뷔한 몬톨리보는 아탈란타의 신성답게 32경기 3골을 넣는 활약을 보여주었다. 하지만 아탈란타는 좋지 않은 성적을 거두면서 강등되었고 그는 2005년 여름 피오렌티나로 이적하게 되었다.
피오렌티나로 이적한 몬톨리보는 첫시즌 17경기를 뛰면서 좋은 활약을 펼쳤다. 그리고 다음 시즌인 2006-2007시즌 이후로 그는 피오렌티나의 핵심 선수로 자리잡았다. 이전 시즌인 2005-2006시즌 뛰었던 17경기와 넣었던 1골을 포함, 그는 6년동안 ACF 피오렌티나에서 189경기를 뛰고 13골을 넣는 활약을 펼쳤다. 하지만 그는 2010-2011시즌 이후에 재계약을 하지 않았고, 2012년 계약이 만료되기 때문에, 피오렌티나는 이적료를 받기 위해서는 올 시즌 그를 팔아야만하는 좋지 않은 상황에 놓이게 되었다.

### 국가대표팀 경력
2007년 10월 17일 그는 남아프리카 공화국과의 경기에서 국가대표팀에 데뷔했다. 그는 또한 유로 2008에서 처음 명단을 발표했을 때는 들어갔으나, 최종 명단에는 들지 못했다. 유로 2008에서 제외된 몬톨리보는 같은 해 열린 2008년 하계 올림픽에 올림픽 축구 대표로 출전하게 됐고, 대한민국과의 2차전에서 득점을 기록했다. 이듬해 2009년 FIFA 컨페더레이션스컵에서 엔트리에 발탁되면서 로테이션 선수로 자리잡았고 2010 FIFA 월드컵에서는 대회 직전 부상당한 안드레아 피를로의 대체자로 3경기를 모두 뛰면서 이탈리아 대표팀의 주전 미드필더가 됐다.

## 수상
이탈리아
- UEFA 유로 2012 준우승
- 2013년 FIFA 컨페더레이션스컵 3위

개인
- 2007년 세리에 A 올해의 영플레이어 상